# Jim Pugh
Jim Pugh (Burbank, California, Estados Unidos, 5 de febrero de 1964) es un exjugador de tenis estadounidense que alcanzó a ser N.º 1 del mundo en dobles. Fue miembro del equipo estadounidense campeón de Copa Davis en 1990.

## Torneos de Grand Slam

### Campeón Dobles (3)
| Año  | Torneo               | Pareja     | Oponentes en la final        | Resultado            |
| 1988 | Abierto de Australia | Rick Leach | Jeremy Bates Peter Lundgren  | 6-3 6-2 6-3          |
| 1989 | Abierto de Australia | Rick Leach | Darren Cahill Mark Kratzmann | 6-4 6-4 6-4          |
| 1990 | Wimbledon            | Rick Leach | Pieter Aldrich Danie Visser  | 7-6(5) 7-6(4) 7-6(5) |

### Finalista Dobles (3)
| Año  | Torneo               | Pareja     | Oponentes en la final         | Resultado             |
| 1988 | US Open              | Rick Leach | Sergio Casal Emilio Sánchez   | walkover              |
| 1989 | Wimbledon            | Rick Leach | John Fitzgerald Anders Järryd | 6-3 6-7(4) 4-6 6-7(4) |
| 1991 | Abierto de Australia | Rick Leach | John Fitzgerald Anders Järryd | 0-6 6-7(2)            |

### Campeón Dobles Mixto (5)
| Año  | Torneo               | Pareja          | Oponentes en la final             | Resultado   |
| 1988 | Abierto de Australia | Jana Novotná    | Martina Navratilova Tim Gullikson | 5-7 6-2 6-4 |
| 1988 | US Open              | Jana Novotná    | Elizabeth Smylie John McEnroe     | 7-5 6-3     |
| 1989 | Abierto de Australia | Jana Novotná    | Zina Garrison Sherwood Stewart    | 6-3 6-4     |
| 1989 | Wimbledon            | Jana Novotná    | Jenny Byrne Mark Kratzmann        | 6-4 5-7 6-4 |
| 1990 | Abierto de Australia | Natasha Zvereva | Zina Garrison Rick Leach          | 4-6 6-2 6-3 |